# Dvorane (miasto Kruševac)
Dvorane (cyr. Дворане) – wieś w Serbii, w okręgu rasińskim, w mieście Kruševac. W 2011 roku liczyła 523 mieszkańców.